# Carnet
Ein Carnet  (von französisch carnet ‚Heft‘) ist ein (mehrseitig geheftetes) Zolldokument, das in den Arten Carnet ATA, Carnet TIR und Carnet CPD vorkommt.

## Carnet ATA(Carnet Admission Temporaire/Temporary Admission)
Das Carnet ATA ist eine Art „Reisepass“ für Waren zur vorübergehenden Verwendung, wie zum Beispiel Messegüter, Warenmuster und Berufsausrüstungsgegenstände. Das Carnet ATA erleichtert die vorübergehende Einfuhr von Waren in ein anderes Zollgebiet als das heimische. Es wird heute in 65 Ländern der Welt angewendet. Die Carnetbenutzer sparen mit diesem Zollverfahren Zeit bei der Einfuhrabfertigung, weil keine Sicherheitshinterlegung in Höhe der auf den Waren ruhenden ausländischen Einfuhrabgaben (wie Zölle, Einfuhrumsatzsteuer) erfolgen muss. Der ausländische Zoll erhält durch das Carnet eine Art Bürgschaft, die seinen Anspruch auf Bezahlung der Einfuhrabgaben sichert. Carnets sind immer für ein Jahr gültig und nur erlaubt für Berufsausrüstung, Warenmuster, Messe- und Ausstellungsgut oder gemäß nationaler Vorschrift (nur in Ausnahmefällen, wenn die IHK ausführlich darauf hingewiesen hat). Carnets werden in Deutschland von den regional zuständigen Industrie- und Handelskammern und in enger Kooperation mit der in Hamburg ansässigen Euler Hermes Kreditversicherungs-AG ausgestellt. Vor Beginn der Auslandsreise muss das jeweilige Binnenzollamt die Ware begutachten und deren „Nämlichkeit“ feststellen. Jedes Carnet ist nach Ende der Reise, jedoch spätestens zum Ablauf seiner Gültigkeitsdauer, an die Industrie- und Handelskammer zurückzugeben.
Bei Reisen innerhalb der EU ist ein Carnet nicht erforderlich.
Für Reisen in die folgenden Länder kann ein Carnet ATA verwendet werden (Stand: Juli 2017):
Albanien, Algerien, Andorra, Australien, Bahrain, Belarus, Bosnien, Brasilien, Chile, China, Côte d’Ivoire (ehem. Elfenbeinküste), Gibraltar, Hongkong, Indien, Indonesien, Islamische Republik Iran, Island, Israel, Japan, Kanada, Kasachstan, Korea (Republik), Libanon, Macao, Madagaskar, Malaysia, Marokko, Mauritius, Mazedonien, Mexiko, Moldawien/Republik Moldau, Mongolei, Montenegro, Neuseeland, Norwegen, Pakistan, Russland, Schweiz, Senegal, Serbien, Singapur, Sri Lanka, Südafrika, Thailand, Türkei, Tunesien, Ukraine, USA, Vereinigte Arabische Emirate.
Für Taiwan benötigt man das orange-/lachsfarbene (Taiwan-)Carnet C.P.D.

## Carnet TIR(Carnet Transport international de marchandises par vehicules routiers)

Carnet -Hinweis am LKW

Das Carnet TIR ist ausschließlich ein Dokument für den Warentransit per Straßenverkehr (LKW), zwischen den Vertragsstaaten. Es ist nicht zulässig, wenn stattdessen das Unionsversandverfahren oder gemeinsame Versandverfahren verwendet werden kann. Ein TIR Carnet dient im Gegensatz zum ATA Carnet nicht der vorübergehenden Ausfuhr. Beim Versand mit Carnet TIR wird nicht an jeder Grenzdurchgangsstelle ein Zollverfahren durchgeführt, sondern nur an der ausgehenden Zollstelle und beim Zoll des Bestimmungsortes. Voraussetzung für den Versand mit Carnet TIR ist der Transport in einem Fahrzeug oder Behälter, der sich nach den Bestimmungen des TIR-Abkommens verplomben lässt.
Die russische Zollbehörde hat ab dem 1. Dezember 2013 den landesweiten Ausstieg aus dem bisherigen Carnet TIR-Verfahren ultimativ angekündigt.
Am 11. Januar 2016 wurde gemeldet, dass Russlands Zollbehörden wieder an 45 ausgewählten Grenzübergangsstellen LKW mit Carnet TIR abfertigen. Basis dafür ist die Order-Nr. 2568 vom 14. Dezember 2015 an die Zollstellen, das Zolldokument zu den bekannten Bestimmungen zu akzeptieren, heißt es dazu aus Moskau.

## Carnet CPD(Carnet de Passages en Douanes)
Das Carnet de Passages en Douanes CPD (auch Carnet de Passage (CdP), Triptik oder Triptyk) ist ein Zollpassierscheinheft für die vorübergehende Verwendung von Beförderungsmitteln im Ausland und wird von zahlreichen Ländern bei der Einreise mit Kraft- oder Wasserfahrzeug verlangt, um das Fahrzeug vorübergehend zollfrei einführen zu können. Es kann unter Umständen in mehreren Ländern benutzt werden und ist meist für die Reise oder eine maximale Dauer begrenzt gültig. Das Carnet de Passage wird von zugelassenen Stellen gegen Hinterlegung einer Bürgschaft oder Kaution ausgestellt, aus der Zollforderungen bei nicht erfolgter Wiederausfuhr bedient werden. In gewissen Ländern kann ein Automobilclub als Bürge auftreten (z. B. für seine Mitglieder). Die ordnungsgemäße Ausfuhr wird vom Zoll des Ausreiselandes entsprechend im Carnet vermerkt. Bei Vorlage des ordentlich gestempelten Carnets bei der ausstellenden Organisation wird die hinterlegte Sicherheit freigegeben.